# Нордхаузен (район)
Но́рдхаузен (нем. Nordhausen) — район в Германии. Центр района — город Нордхаузен. Район входит в землю Тюрингия. Занимает площадь 710,91 км². Население — 93 084 чел. Плотность населения — 131 человек/км².
Официальный код района — 16 0 62.
Район подразделяется на 37 общин.

## Города и общины
Города
1. Блайхероде (6 276)
2. Эльрих (6 213)
3. Херинген (2 370)
4. Нордхаузен (43 429)

Объединения общин
Управление Гольдене-Ауэ (Тюринген)
1. Аулебен (1 065)
2. Гёрсбах (1 151)
3. Хамма (296)
4. Херинген (2 370)
5. Урбах (994)
6. Утлебен (1 194)
7. Виндехаузен (550)

Управление Хайнлайте
1. Грослора (1 028)
2. Хайнроде-Хайнлайте (379)
3. Клайнфурра (1 230)
4. Нора (943)
5. Виппердорф (1 582)
6. Волькрамсхаузен (1 112)

Управление Хонштайн/Зюдхарц
1. Буххольц (200)
2. Харцунген (220)
3. Херманзаккер (429)
4. Ильфельд (3 135)
5. Нойштадт (1 207)
6. Нидерзаксверфен (3 288)
7. Петерсдорф (364)
8. Родисхайн (286)
9. Штемпеда (296)

Общины
1. Этцельсроде (103)
2. Фридрихсталь (277)
3. Хоэнштайн (2 777)
4. Кемштедт (518)
5. Клайнбодунген (385)
6. Края (323)
7. Липпрехтероде (647)
8. Нидергебра (787)
9. Обергебра (878)
10. Зольштедт (3 050)
11. Рехунген (499)
12. Вертер (3 603)